# Hélio Pólvora
Hélio Pólvora (Itabuna, em 1928 – Salvador, 26 de março de 2015) foi jornalista, cronista, crítico literário, crítico de cinema e escritor brasileiro.

## Biografia
Nasceu em Itabuna, em 1928. Iniciou-se no jornalismo como colaborador e editor do semanário Voz de Itabuna, e mais adiante foi correspondente em sua cidade de jornais de Salvador. Em janeiro de 1953 fixou-se no Rio de Janeiro, para curso universitário. O início de sua carreira literária e uma atividade jornalística intensa, que prosseguiram, depois de 1984, na Bahia.
À sua estreia em livro com Os Galos da Aurora (1958, reeditado em 2002, com texto definitivo), seguiram-se cerca de 25 títulos de obras de ficção e crítica literária, além de participação em dezenas de antologias nacionais e estrangeiras. Contos seus estão traduzidos em espanhol, inglês, francês, italiano, alemão e holandês.
A partir de 1990, passou a residir em Salvador. É doutor honoris causa pela Universidade Estadual de Santa Cruz. Fez parte da Comissão Machado de Assis, instituída pelo Ministro da Educação e Cultura, Jarbas Passarinho, para reconstituir os textos e reeditar a obra do Mestre, e integrou a Comissão Selo Bahia, criada pela Secretaria da Cultura e do Turismo, no âmbito da Fundação Cultural do Estado da Bahia.
Foi editor (Edições Antares, Rio de Janeiro), crítico literário do Jornal do Brasil, Veja e Correio Braziliense, por muitos anos, cronista e crítico de cinema do Jornal do Brasil, Shopping News e outros jornais e revistas. Fundador e editor do jornal Cacau-Letras. Parecerista da Livraria Francisco Alves Editora e do Instituto Nacional do Livro, no Rio de Janeiro. Foi cronista do Jornal A Tarde. aos sábados, onde escreveu há mais de oito anos. Também um artigo semanal, na página de opinião, aos domingos.
Conquistou prêmios literários de nomeada, entre os quais os da Bienal Nestlé de Literatura, anos 1982 e 1986, para contos (1.º lugar), e mais os prêmios da Fundação Castro Maya, para o livro Estranhos e Assustados, e Jornal do Commercio, para Os Galos da Aurora. Assina cerca de oitenta traduções de livros (ficção romances, contos e ensaios). Visitou a Colômbia, Estados Unidos e Alemanha, a convite oficial, e conhece bem, além do Brasil, a Europa Ocidental.
Faleceu em 26 de março de 2015.

## Obras
- Para conhecer melhor Gregório de Matos, (1974),[19]
- Graciliano, Machado, Drummond e outros, (1975),[20]
- Estranhos e assustados, (1977),[21]
- Noites vivas, (1978),[22]
- Massacre no km 13, (1980),[23]
- O grito da perdiz: contos, (1983),[24]
- Xerazade, (1989),[25]
- O espaço interior, (1999),[26]
- A guerra dos foguetões machos, (2000),[27]
- A Sosígenes, com afeto, (2001),[28]
- Os galos de aurora & outros contos, (2002),[29]
- Itinerários do conto: interfaces críticas e teóricas da moderna short story, (2002),[30]
- Memorial de outono: vivências de um velho escritor zangado, (2004),[31]
- Contos e novelas escolhidos I & II, (2013),[32]

## Homenagens
- Membro da cadeira 29, da Academia de Letras da Bahia,[33] tendo a posse em 8 de março de 1994.
- Membro também da Academia de Letras do Brasil, ocupa a cadeira 13, tendo como patrono Graciliano Ramos,
- Membro da Academia de Letras de Ilhéus.[34]